# (269300) Diego
(269300) Diego est un astéroïde de la ceinture principale.

## Description
(269300) Diego est un astéroïde de la ceinture principale. Il fut découvert le 26 septembre 2008 à La Cañada par Juan Lacruz. Il présente une orbite caractérisée par un demi-grand axe de 3,21 UA, une excentricité de 0,07 et une inclinaison de 4,3° par rapport à l'écliptique.

## Compléments